# Juana Pimentel
Juana Pimentel y Enríquez (c. 1404-Guadalajara, 6 de noviembre de 1488), llamada «la triste condesa», fue una noble castellana de la Casa de Benavente (Pimentel) titulada condesa de Montalbán y señora de la villa de Arenas de San Pedro y su castillo.
Estuvo casada con Álvaro de Luna, Condestable de Castilla, Gran Maestre de la Orden de Santiago y valido de Juan II de Castilla, de quien dejó sucesión.

## Filiación
Nacida hacia el año 1404, era hija de Rodrigo Alonso Pimentel, II conde de Benavente, I señor de Mayorga y de Villalón de Campos, y de Leonor Enríquez de Mendoza, hija de Alfonso Enríquez, Almirante de Castilla, y de Juana de Mendoza, «la ricahembra de Guadalajara».
Fue por ello hermana de Juan Alonso Pimentel y Enríquez, I conde de Mayorga (1435), de Alonso Pimentel y Enríquez, III conde de Benavente y II de Mayorga, y de Beatriz Pimentel, mujer de Enrique de Trastámara, infante de Aragón.

## Matrimonio con Álvaro de Luna

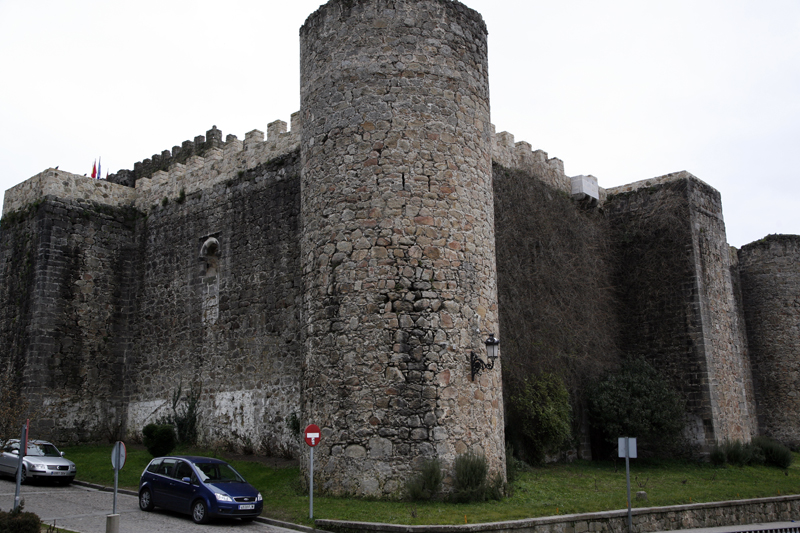
Imagen del castillo de Arenas de San Pedro, llamado «castillo de la triste condesa», que Juana Pimentel llevó en dote, junto con la villa del mismo nombre, en su matrimonio con Álvaro de Luna.

Según recoge Lope de Barrientos en la Crónica del Halconero, contrajo matrimonio el 27 de enero de 1430 en la primitiva iglesia del monasterio de la Consolación de Calabazanos (Palencia) con el condestable Álvaro de Luna, sobrino de Pedro de Luna y Albornoz, arzobispo de Toledo, quien lo introdujo en la corte castellana como doncel del infante Juan, después Juan II de Castilla, de quien se ganó la confianza y le nombró Condestable de Castilla y Gran Maestre de la Orden de Santiago. 
La esposa llevó en dote la villa y castillo de Arenas de San Pedro (Ávila), y al enlace asistieron los reyes Juan II de Castilla y María de Aragón. Una vez casada, tuvo una vida itinerante, residiendo en el castillo-palacio de Escalona, señorío del condestable, y en otros lugares siguiendo la vida cortesana de su marido, y así su segundo hijo nació en Madrid, siendo los reyes sus padrinos.

## Caída y muerte del condestable

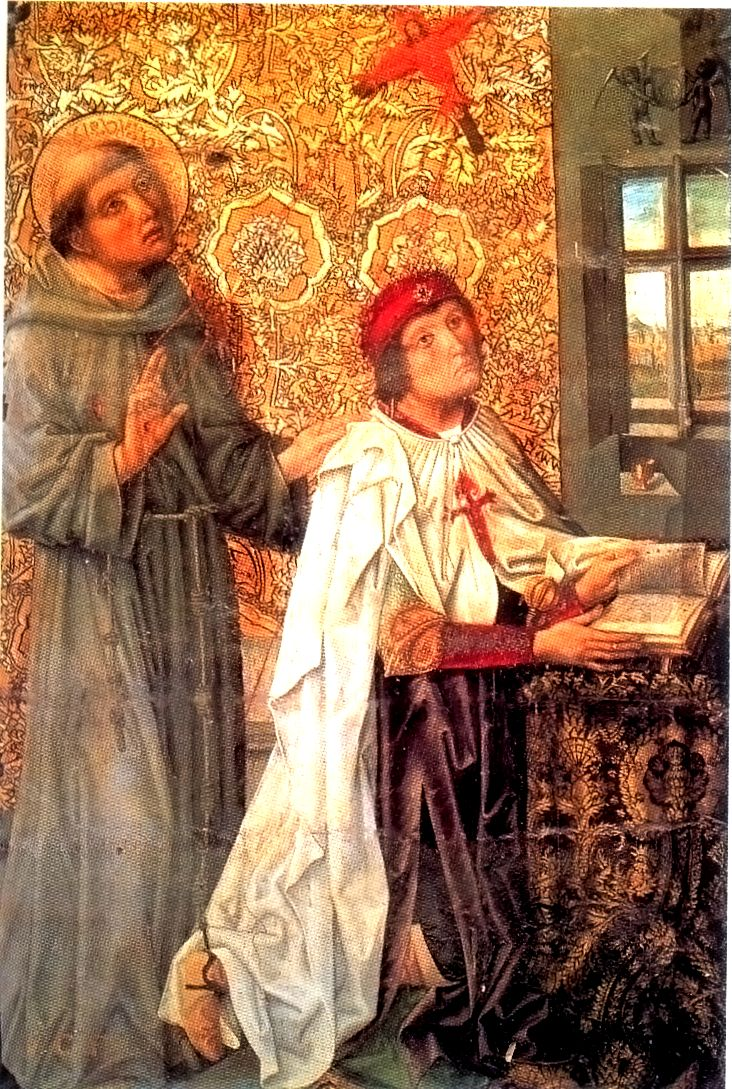
Tabla que representa a Álvaro de Luna en el retablo del Maestro de los Luna en la capilla de Santiago de la catedral de Toledo.

El 2 de junio de 1453  Álvaro de Luna fue decapitado en Valladolid y sus enemigos saltan sobre sus posesiones. El 30 de junio de 1453 las tropas reales estaban sitiando el castillo fortaleza de Escalona, donde Juana de Pimentel se había refugiado con sus hijos y sus grandes tesoros, puesto que al estar situado sobre un promontorio a la ribera del Alberche y con extensas llanuras en sus alrededores, los cañones de la época no tenían ningún efecto. Este hecho apoya la opinión de los cronistas de la época, que se refieren a ella como una mujer bella, fuerte y dotada de excelentes prendas físicas, moralmente intachable, dama ilustre y digna de las mayores alabanzas.
Tan fuertes se hicieron en la fortaleza, que el rey, viendo que no conseguía apoderarse de los tesoros allí acumulados, propuso a la condesa una capitulación donde Juana demostró saber defender sus derechos y los de su hijo y consiguió conservar lo que había llevado como dote a su boda, incluyendo Arenas de San Pedro y su Castillo. Juana comenzó una lucha para recobrar los bienes de su marido, firmando desde entonces sus documentos con el sobrenombre de «la triste condesa», con el que es conocida.
Después de la muerte del rey Juan II el 21 de julio de 1454, Juana tuvo que seguir defendiéndose del rey Enrique IV de Castilla, llegando al extremo de oponerse a los propósitos regios incluso con las armas, pues se negó recibir al rey que quería entrevistarse con ella en el castillo de Montalbán, y ella lo espantó con disparos de «truenos y lombardas», por lo que este intentó confiscarle determinados bienes como la villa de Mombentrán y La Adrada. La condesa Juana entregó estas villas a Beltrán de la Cueva. El enfado del rey fue tan grande, que la condenó a ella y a su hijo Juan de Luna a muerte, pero luego, por intercesión de los grandes de Castilla, le perdonó y donó Arenas para ella y sus herederos.
Juana vivió largas temporadas en Arenas de San Pedro y en su vejez se trasladó a Guadalajara donde firmó en 1487 donaciones de dehesas y fincas al municipio como agradecimiento por la contribución de los arenenses en la recuperación de sus estados.

## Descendencia
De su matrimonio con Álvaro de Luna nacieron dos hijos:
- María de Luna y Pimentel, (c. 1432-1502), señora de los lugares de La Torre de Esteban Hambrán, Villa del Prado, Alhamín y Castillo de Bayuela, que llevó en dote cuando casó con Íñigo López de Mendoza y Luna, II duque del Infantado.
- Juan de Luna y Pimentel (Madrid, 24 de junio de 1435-febrero de 1456), en quien su padre fundó el mayorazgo del Condado de San Esteban de Gormaz y de Alcozar, siendo segundo titular, y II señor de Ayllón, Maderuelo y Fresno de Cantespino.

## Muerte y sepultura

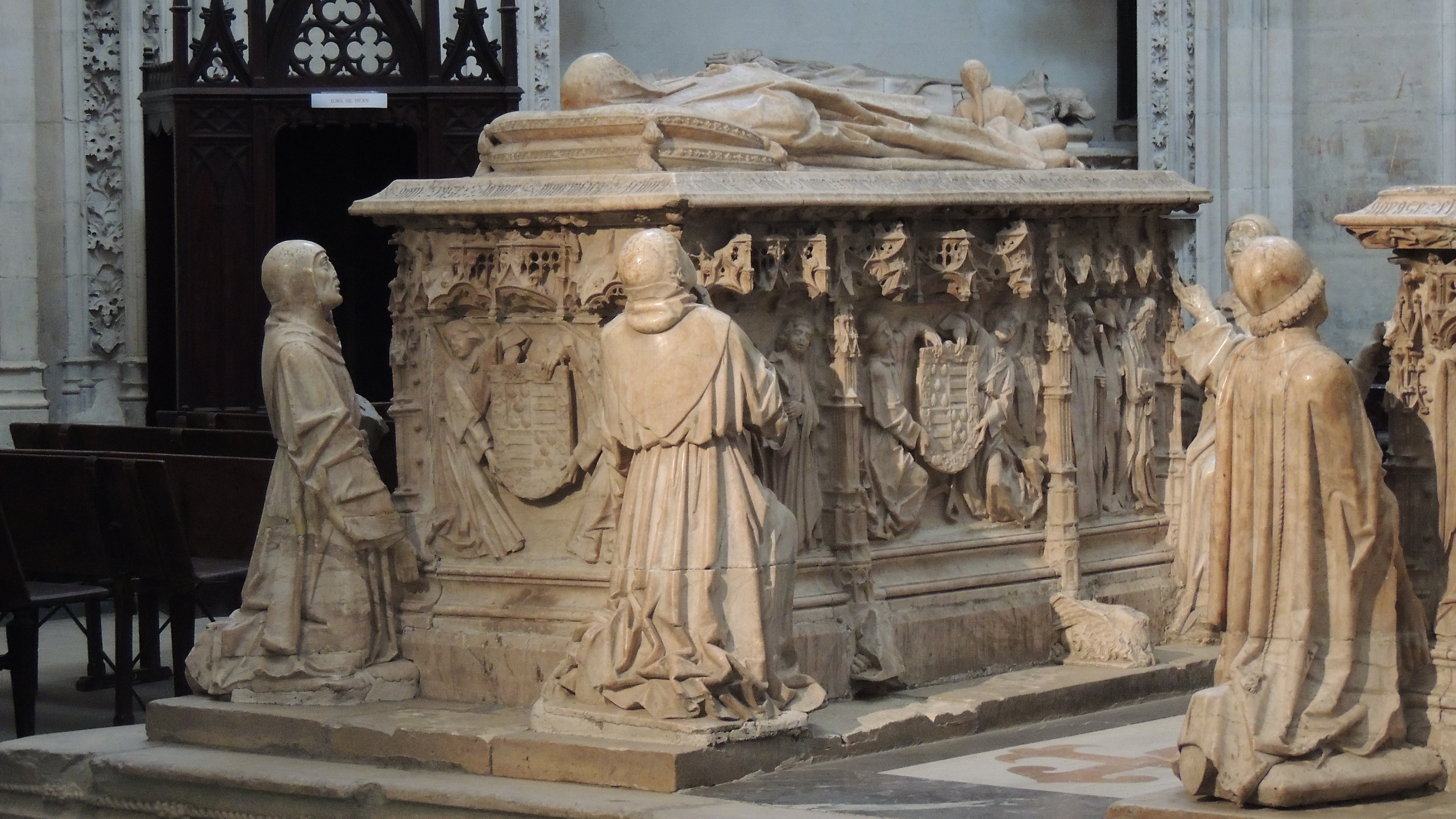
Sepulcro de Juana Pimentel en la capilla de Santiago de la catedral de Toledo

Su marido había adquirido en 1435 una capilla en la girola de la catedral de Toledo para destinarla a panteón familiar, la capilla de Santiago. La construcción fue ejecutada por el equipo de Hanequin de Bruselas, y tras fallecer el condestable, fue su viuda quien continuó las obras, terminadas finalmente en 1498 por su hija María, quien mandó esculpir los sarcófagos de sus padres.
La condesa Juana Pimentel otorgó testamento el 30 de mayo de 1485, y falleció en la ciudad de Guadalajara el 6 de noviembre de 1488 a la edad de 84 años. Recibió sepultura junto a su esposo en la capilla, en los sepulcros situados en el centro de la misma. Los bultos yacentes fueron realizados por Pablo Ortiz y Sebastián de Almonacid, y las figuras orantes de las esquinas en el de la condesa representan frailes franciscanos.